# Клеомброт из Амбракии
Клеомброт (др.-греч. Κλεόμβροτος) — ученик Сократа из Амбракии, который покончил жизнь самоубийством после прочтения диалога Платона «Федон».

## Биография
О жизни Клеомброта из сочинений его современников практически ничего неизвестно. В диалоге «Федон» Клеомброт упомянут среди других учеников Сократа. Платон особо подчёркивает, что он отсутствовал при последнем разговоре Сократа с учениками перед казнью, так как в тот момент вместе с Аристиппом находился на Эгине.
Также сохранилась эпиграмма Каллимаха из Кирены (310—около 240 года до н. э.) с описанием последнего поступка некоего Клеомброта:
Солнцу сказавши «прости», Клеомброт амбракиец внезапно
Кинулся вниз со стены прямо в Аид. Он не знал
Горя такого, что смерти желать бы его заставляло:
Только Платона прочел он диалог о душе.

## Интерпретация самоубийства
Поступок Клеомброта, который покончил жизнь самоубийством после прочтения сочинения Платона, привлёк внимание как платоников, так и комментаторов его творчества. Деметрий Магнесийский расценивал указание Платона на то, что Аристипп с Клеомбротом отсутствовали при прощании учеников с Сократом, признаком вражды между философами. Эгина расположена неподалёку от Афин, от решения суда до казни прошёл месяц. Соответственно, отсутствие Аристиппа и Клеомброта могло свидетельствовать об отсутствии должного уважения и безразличии к Сократу. Платон, который и сам не смог быть рядом с Сократом в последний день, объясняет своё отсутствие уважительной причиной — болезнью. Деметрий подчёркивает, что основоположник гедонизма Аристипп с Клеомбротом задержались на Эгине, так как не пожелали пропустить некий пир. В целом, несмотря на разницу в несколько столетий, Деметрий чётко уловил упрёк Платона в сторону своих коллег.
При прочтении «Федона», согласно тому же источнику, Клеомброт не смог вынести позор своего поступка и сбросился со скалы. Такая интерпретация самоубийства имеет ряд слабых моментов. Во-первых, как подчёркивал У. фон Виламовиц-Мёллендорф, третья строка эпиграммы противоречит данной версии. Во-вторых, диалог «Федон» был написан приблизительно через 30 лет после казни Сократа, когда драматизм события стал «далёким прошлым». Данное предположение, хоть и выглядит сомнительным, отождествляет двух Клеомбротов. Другие античные источники, которые интерпретировали эпиграмму Каллимаха и диалог «Федон», не рассматривали двух Клеомбротов как одного человека.
Кроме личности Клеомброта, античных авторов в большей степени привлекал внимание диалог «Федон». Сочинение, в котором Платон приводил доказательства бессмертия души, пользовалось большой популярностью. Указание на то, что его прочтение может побудить человека к самоубийству, имело несколько трактовок. В самом начале диалога Сократ рассуждает о недопустимости самоубийства. В таком случае поступок Клеомброта выглядит по меньшей мере глупым. Самоубийца не понял смысл произведения и под воздействием текста диалога поступил прямо противоположным образом.
Другая трактовка предполагает антиплатонический характер эпиграммы. Идеи вечности душ и их переселения из одной оболочки в другую побудили некоего Клеомброта, без всякой видимой причины, не дожидаясь смерти от естественных причин, пуститься в «посмертное путешествие». В таком понимании «Федон» выглядит опасным и вредным сочинением. Цицерон на примере истории Клеомброта описал «опасность» диалога Платона несколькими предложениями в первой книге «Тускуланских бесед»:
Если речь идет о том, что после смерти мы не несчастны, то с какой стати делать самую жизнь несчастнее от наших причитаний? [...] Стало быть, как посмотреть по сути, от всего дурного, а вовсе не от хорошего отрывает нас смерть. [...] У Каллимаха есть эпиграмма на Клеомброта Амбракийского, который будто бы без всякой бедственной причины бросился в море со стены только оттого, что прочитал диалог Платона.
Второй раз он упоминает Клеомброта в речи «В защиту Эмилия Скавра». Цицерон утверждал, что покончившая жизнь самоубийством жена Ариса была простой женщиной и Платона не читала. Соответственно вина за её смерть лежит на муже, который своим жестоким обращением довёл несчастную женщину до смерти.
В том же ключе оценивали поступок Клеомброта, последовавшего за языческими идеями, ранние христианские святые Иероним Стридонский и Григорий Богослов. Блаженный Августин признаёт, что хоть Клеомброт и умер благородно, сам его поступок был неразумным, так как Платон прямо указывал на недопустимость самоубийства. Возможно, Августин таким образом пытался сгладить противоречия между неоплатонизмом, которым он увлекался в молодости, и христианством. В том же духе высказывались и другие неоплатоники, такие как Аммоний Саккас, Элий Александрийский и др.

## В художественной литературе
Образ Клеомброта представлен в поэме Овидия «Ибис», сочинении Псевдо-Лукиана «Друг отечества, или Поучение», эпиграмме Агафия, поэме Джона Мильтона «Потерянный рай».

### Античные источники
- Каллимах // Греческая эпиграмма / Под ред. и с вступ. ст. Ф. Петровского. Сост. Ф. Петровского и Ю. Шульца. — М.: Гослитиздат, 1960. — 487 с. — 35 000 экз.
- Платон. Собрание сочинений в четырёх томах / Общая редакция А. Ф. Лосева и В. Ф. Асмуса. — СПб.: Издательство Санкт-Петербургского университета:, 2007. — Т. 2. — 626 с. — ISBN 978-5-288-04160-0.
- Марк Туллий Цицерон. Тускуланские беседы. Книга I // Избранные сочинения / Перевод с латинского и комментарии М. Л. Гаспарова. — М.: Художественная литература, 1975.

### Современные исследования
- Nails Debra. Cleombrotus // The people of Plato: a prosopography of Plato and other Socratics (англ.). — Indianapolis, IN: Hackett Publishing Company, Inc., 2002. — P. 98—99. — ISBN 0-87220-564-9.
- Williams G. D. Cleombrotus of Ambracia: interpretations of a suicide from Callimachus to Agathias (англ.) // The Classical Quarterly. — Cambridge University Press, 1995. — May (vol. 45 (iss. 1). — P. 154—169. — doi:10.1017/S0009838800041768.

### Литературные упоминания
- Агафий. Агафий Миринейский. Эпиграммы // Эпиграммы греческой Антологии / Перевод с греческого: М. Гаспаров, Л. Блюменау, Ю. Шульц, Т. Соколова и М. Цетлин, С. Кондратьев. — М.: Терра, 1999.
- Лукиан. Друг отечества, или Поучение // Сочинения. — СПб.: Алетейя, 2001. — Т. II. — 538 с. — (Античная библиотека. Античная литература). — ISBN 5-89329-315-0.
- Публий Овидий Назон. Ибис // Скорбные элегии. Письма с Понта / Перевод и комментарии М. Л. Гаспарова. Издание подготовили М. Л. Гаспаров, С. А. Ошеров. — М.: Наука, 1978.

- Джон Мильтон. Книга третья // Потерянный рай. — Азбука, 2013. — 448 с. — 3000 экз. — ISBN 978-5-389-07012-7.